# Antonio Velasco y de la Cueva
Antonio Velasco y de la Cueva, XIII conde de Siruela desde 1692, XI señor y X mayorazgo de la villa de Roa y su tierra, señor de los Valles de Pernía y de Cervera de Río Pisuerga, de Castrejón y Villalobón, y del mayorazgo de Nogueros.

## Biografía
Era hijo de Cristóbal de Velasco y de la Cueva y de María de Arellano y Toledo. Casó con Luisa de Alarcón, III condesa de Valverde, y con quien tuvo una hija, Josefa de Velasco y Alarcón. Josefa no llegó a vivir lo suficiente pero dejó un hija, María, que finalmente fue quien heredó el condado de Siruela.
El 31 de octubre de 1663 el monarca Felipe IV le hizo merced de recibirle por menino de su esposa Mariana de Austria. Posteriormente y ya en la mayoría de edad de Carlos II, fue promocionado a gentilhombre de cámara sin ejercicio. En la guerra de sucesión española el conde apoyó al partido austriaco, por lo que en recompensa el 22 de septiembre de 1711 recibió del archiduque Carlos el título de Grande de España. El mismo le sería confirmado el 5 de diciembre de 1726, pero ya con la guerra terminada.
En 1726 autorizó a la aldea de Pedrosa de Duero independizarse de la jurisdicción de Roa y tomar la categoría de villa. Murió años después, en 1730.